# Яснодольськ
Яснодольськ — селище в Україні, у Зимогір'ївській міській громаді Алчевського району Луганської області. Населення становить 288 осіб. До 2020 — орган місцевого самоврядування — Хорошенська сільська рада.
Знаходиться на тимчасово окупованій території України.
Відповідно до Розпорядження Кабінету Міністрів України від 12 червня 2020 року № 717-р «Про визначення адміністративних центрів та затвердження територій територіальних громад Луганської області» увійшло до складу Зимогір'ївської міської громади.

## Географія
Сусідні населені пункти: місто Зимогір'я на сході, село Хороше на північному сході, Петровеньки на півночі, Червоний Лиман, Богданівка, Зарічне, Весняне, Бердянка, селища Червоногвардійське, Криничне, Тавричанське, міста Голубівка на північному заході, Кадіївка на заході і південному заході, села Кам'янка на півдні, Петрівка, селища Криворіжжя, Лозівський на південному сході.